# آشپزی پادانگ

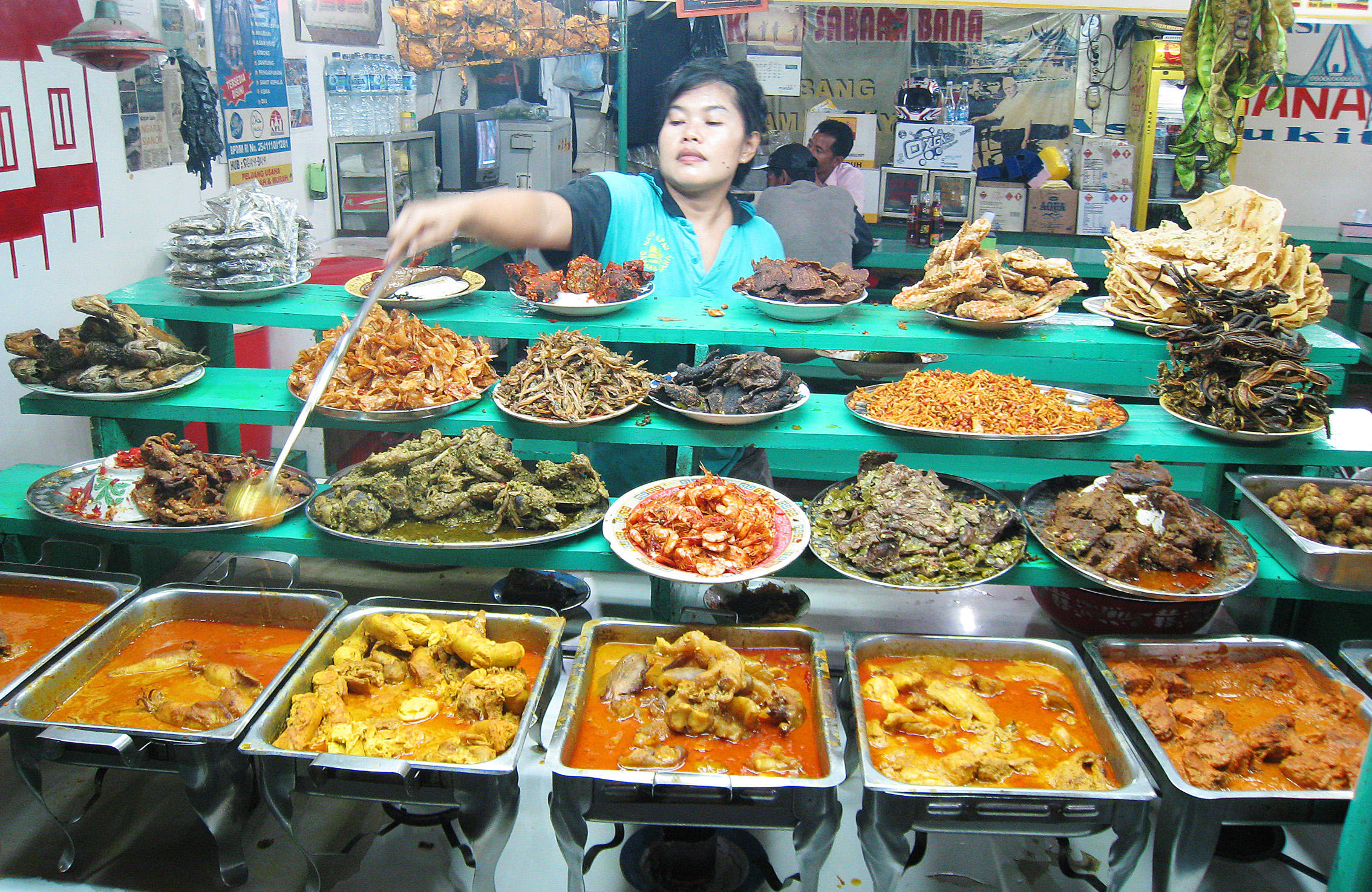
ردیفی از غذاهای ناسی کاپو

آشپزی پادانگ (به انگلیسی: Padang cuisine) یا آشپزی مینانگ‌کابائو (به انگلیسی: Minangkabau cuisine)، آشپزی قوم مینانگ‌کابائو در سوماترای غربی، اندونزی است. این گونه آشپزی، یکی از محبوب‌ترین گونه‌های آشپزی در ناحیه دریایی جنوب شرق آسیا است. در سراسر اندونزی تحت عنوان ماساکان پادانگ (آشپزی پادانگ) برگرفته ازنام شهر پادانگ، مرکز استان سوماترای غربی، شناخته می‌شود. غذاهای این گونه آشپزی، بیشتر در رستوران‌هایی ارائه می‌شود که تحت مالکیت قوم مینانگ‌کابائو پرانتوان (مهاجر) در شهرهای اندونزی قرار دارند. غذای پادانگ در شهرهای اندونزی در همه جا در دسترس است و در کشورهای همسایه مالزی و سنگاپور در بین مردم محبوب است.
غذای پادانگ به خاطر استفاده از شیر نارگیل و ادویه چیلی معروف است. آشپزی مینانگ از سه ماده غذایی اصلی: گولای (کاری)، لادو (فلفل چیلی) و باره (برنج) شکل گرفته است. در بین رسوم پخت‌وپز در آشپزی اندونزیایی، آشپزی مینانگ‌کابائو و بیشتر آشپزی سوماترا تحت تأثیر آشپزی‌های هندی و خاورمیانه‌ای قرار داشته است، وفق اینکه غذاها درون سس کاری به همراه شیر نارگیل و ترکیبی از ادویه‌های فراوان پخته می‌شوند.
به خاطر اینکه بیشتر افراد قوم مینانگ‌کابائو مسلمان هستند، آشپزی مینانگ‌کابائو به شدت از قوانین رژیم غذایی حلال پیروی می‌کند. بیشتر پروتئین در غذاهای این گونه آشپزی، برگرفته از گوشت گاو، مرغ، گاومیش آبی، بز، بره، گوسفند و مرغ و ماهی است. قوم مینانگ‌کابائو به مردمی معروف هستند که علاقه به محصولات گوشت گاو از جمله فراورده‌های فرعی گوشت دارند. به‌طور تقریبی از تمام قسمت‌های گاو در غذاهای مینانگ‌کابائو استفاده می‌شود. غذاهای دریایی در شهرهای ساحلی سوماترای غربی محبوب بوده و بیشتر آنها به صورت کبابی مورد مصرف قرار می‌گیرند یا به همراه سس ادویه چیلی یا در عصاره گوشت کاری سرخ می‌شوند. ماهی، میگو و سپیداج به روشی مشابه پخته می‌شوند. بیشتر غذاهای مینانگ‌کابائو به همراه برنج بخارپز داغ یا برنج فشرده مانند کاتوپک (کتوپات) مصرف می‌شود. سبزیجات بیشتر آب‌پز می‌شوند، همچون برگ مانیوک که آب‌پز شده مصرف می‌شوند، یا ابنکه در کاری رقیق جوشانده شده و به عنوان مخلفات جانبی مصرف می‌گردد، همچون غدای گولای که از جک‌فروت نارس یا کلم که به این روش پخته شده، در تهیه آن استفاده می‌شود.

## ریشه‌شناسی
اصطلاح «غذای پادانگ» هنگام استفاده متداول در اندونزی و کشورهای همسایه، اغلب به‌طور کلی برای اشاره به رسوم و سنت پخت‌وپز قوم مینانگ‌کابائو در سوماترای غربی استفاده می‌شود. با این حال، این اصطلاح به ندرت در خود شهرهای درون مینانگ‌کابائو، مانند بوکیت تینگی مورد استفاده قرار میگیرد که یک ناحیه پخت‌وپز بسیار درخور توجه در غرب سوماترا است و آنها به جای این اصطلاح از عنوان «آشپزی مینانگ» یا «غذای مینانگ» از آن یاد می‌کنند. این تا حدودی به این دلیل است که بسیاری از نگری‌های (شهرستان‌های) مینانگ‌کابائو به میراث پخت‌وپز خود افتخار می‌کنند و به این علت است که بین ناسی پادانگ و ناسی کاپو در بوکیت تینگی تفاوت‌هایی وجود دارد.